# 桑布尔河—瓦兹河运河
桑布尔河—瓦兹河运河（法語：Canal de la Sambre à l'Oise，法語發音：[kanal də la sɑ̃bʁ a lwaz]）是法国北部的一条运河，连接桑布尔河谷与瓦兹河谷。该运河在朗德勒西与桑布尔河交汇，在泰尔尼耶与圣康坦运河交汇。